# Culford
Culford – wieś w Anglii, w hrabstwie Suffolk. Leży 42 km na północny zachód od miasta Ipswich i 105 km na północny wschód od Londynu.